# Threads POSIX
Les threads POSIX, souvent appelés pthreads, sont un sous-standard de la norme POSIX décrivant une interface de programmation permettant de gérer des threads. Il s'agit du standard IEEE Std 1003.1c-1995 (POSIX.1c, Threads extensions).
Cette interface est disponible sur la plupart des systèmes Unix modernes, par exemple Linux, les différentes variantes modernes de BSD, Mac OS X et Solaris,. Elle n'est pas disponible nativement sous Microsoft Windows mais il existe plusieurs implémentations dont une de Microsoft.

## Spécification
Le standard définit un ensemble de types de données, de fonctions et de constantes en langage C. Le fichier à inclure dans les sources en C se nomme pthread.h. Une centaine de fonctions sont ainsi définies.
La bibliothèque dispose notamment de fonctions permettant la création et la destruction de threads, l'ordonnancement des tâches, leur synchronisation, la gestion des signaux et des données partagées.